# Borgo (Korsyka)
Borgo (kors. U Borgu) – miejscowość i gmina we Francji, w regionie Korsyka, w departamencie Górna Korsyka.
Według danych na rok 1990 gminę zamieszkiwały 3773 osoby, a gęstość zaludnienia wynosiła 100 osób/km².